# Élisabeth du Réau
Élisabeth du Réau, née le 6 février 1937 à Nancy et morte le 6 février 2021 à Paris, est une historienne française, professeure émérite, spécialiste des relations internationales.
Elle est professeure d'histoire contemporaine à l'université Sorbonne Nouvelle et à l'université du Mans.

## Biographie
Née Élisabeth de Chateauvieux en 1937 à Nancy, elle étudie à Angers en 1956, puis à l'université de Rennes. Elle achève sa licence d'histoire à Paris, à la Sorbonne, en 1961 puis obtient une maîtrise d'histoire en 1968. Elle est maître auxiliaire dans l'enseignement privé à partir de 1960.
Après son mariage, elle interrompt ses études et les reprend en 1965, pour devenir agrégée d’Histoire-Géographie en 1969. Elle est professeure dans l'enseignement secondaire à Laon, puis au Lycée Janson-de-Sailly à Paris.
Elle est nommée maître de conférences à l'université du Maine (Le Mans) en 1980, puis professeure en 1989.
Élisabeth du Réau devient docteur ès-lettres et sciences humaines en soutenant une thèse de doctorat d'État sous la direction de Jean-Baptiste Duroselle : Édouard Daladier et la sécurité de la France 1933-1940, le 30 septembre 1987 à l'université Panthéon-Sorbonne, pour laquelle elle obtient la mention Très honorable, décernée à l'unanimité.
Élisabeth du Réau s'oriente vers l'étude des relations internationales. Elle enseigne d’abord à la Sorbonne Nouvelle, puis à l'université du Mans (en 1993).
Professeure à la Chaire Jean-Monnet, elle acquiert une expertise sur l'enseignement de la construction européenne puis est chargée par l’Action universitaire Jean-Monnet d'établir un réseau de relations entre les Universités littéraires françaises et celles d’Europe centrale et orientale.
Élisabeth du Réau devient vice-présidente de la Sorbonne Nouvelle (Paris III), tout en continuant à diriger des recherches orientées sur les problèmes de défense dans l'espace euro-atlantique et sur les frontières de l'Union européenne.
Élisabeth du Réau dirige l'école doctorale Espace Européen Contemporain et le centre de recherche Intégration et Coopération dans l'Espace Européen (ICEE) à Paris-III. Elle est associée au Centre d'histoire de Sciences Po.
Elle est engagée à l'IRICE, devenue SIRICE (Sorbonne - Identités, relations internationales et civilisations de l'Europe) (Paris-I, Paris-IV), mais aussi à l'AFED (Association francophone des études en développement) en tant que membre du conseil scientifique.
Élisabeth du Réau a été vice-présidente de l'IHRIC (Institut d'histoire des relations internationales contemporaines dont le siège est à Paris-I - Panthéon-Sorbonne).
Élisabeth du Réau meurt à 84 ans, le 6 février 2021 à Paris.

## Publications
Liste non exhaustive :
- Édouard Daladier, 1884-1970, Paris, Fayard, 1993 ;
- Dynamiques européennes. Nouvel espace, nouveaux acteurs : 1969-1981. Frank, Robert (dir.) ; du Réau, Élisabeth (dir.). Paris : Éditions de la Sorbonne, 2003 ;
- Dynamiques et résistances politiques dans le nouvel espace européen, du Réau, Élisabeth et Manigand, Christine (Direction), Paris, L’Harmattan, 2005 ;
- Vers la réunification de l'Europe, Apports et limites du processus d'Helsinki de 1975 à nos jours, du Réau, Élisabeth et Manigand, Christine (Direction), Paris, L’Harmattan, 2005 ;
- Une Europe en construction, (en collaboration avec M. Lagny, S. Moussakova...), Paris, Hachette, 2e édition, 2007 ;
- Les Débats autour de la constitution pour l'Europe, enjeux et perspectives 2005-2008, du Réau, Élisabeth et Laquièze, Alain (Direction), Bruxelles, Bruylant, Coll. « Cahiers européens de la Sorbonne nouvelle », no 5, 2007 ;
- L'Ordre mondial de Versailles à San Francisco, juin 1919-juin 1945, Paris, PUF, 2007 ;
- La Construction européenne. Fondements. Enjeux. Défis. Nantes, Éditions du Temps, 2007 ;
- L'Idée d'Europe au XXe siècle des mythes aux réalités, Bruxelles, Complexe, 3e édition, 2008.